# Автоматична пушка Симонов
Автоматична пушка Симонов образец 1936 година (съкратено – АВС-36, индекс 56-А-225), е ръчно огнестрелно оръжие от годините преди и по време на Втората световна война, разработено от известния съветски инженер-конструктор Сергей Симонов, в периода 1922 – 1934 година.
Първоначално разработвана като самозарядна винтовка, но в хода на разработването е усъвършенствана, като е добавен режим на водене на автоматичен огън.